# Liste der Monuments historiques in Septfontaines (Doubs)
Die Liste der Monuments historiques in Septfontaines führt die Monuments historiques in der französischen Gemeinde Septfontaines auf.

## Liste der Immobilien
| Bezeichnung       | Beschreibung           | Standort               | Kennzeichnung | Schutzstatus | Datum | Bild           |
| ----------------- | ---------------------- | ---------------------- | ------------- | ------------ | ----- | -------------- |
| Kirche St-Nicolas | ab dem 12. Jahrhundert | Rue de l’Église (Lage) | PA00101728    | Inscrit      | 1926  | weitere Bilder |

## Liste der Objekte
| Bezeichnung                   | Beschreibung | Standort                        | Kennzeichnung | Schutzstatus | Datum | Bild |
| ----------------------------- | --- | ------------------------------- | ------------- | ------------ | ----- | ---- |
| Marienaltar                   | linker Seitenaltar; Altartisch, Retabel und Gemälde; Holz, farbig gefasst und vergoldet, Ölfarbe auf Leinwand, 19. Jahrhundert                                                     | in der Kirche St-Nicolas (Lage) | PM25001352    | Classé       | 1979  |      |
| Wandvertäfelung des Chorraums | Eichenholz, 18. Jahrhundert | in der Kirche St-Nicolas (Lage) | PM25001353    | Classé       | 1979  |      |
| Kanzel                        | Holz, zweite Hälfte des 18. Jahrhunderts | in der Kirche St-Nicolas (Lage) | PM25001354    | Classé       | 1979  |      |
| Hauptaltar                    | Altartisch, Altaraufbau, Tabernakel, Retabel und Gemälde; Eichenholz, farbig gefasst und vergoldet, Ölfarbe auf Leinwand, Mitte des 18. Jahrhunderts, Bildhauer Augustin Fauconnet | in der Kirche St-Nicolas (Lage) | PM25001728    | Classé       | 1979  |      |
| Beichtstuhl                   | Holz, zweite Hälfte des 18. Jahrhunderts | in der Kirche St-Nicolas (Lage) | PM25002405    | Inscrit      | 1979  |      |
| Taufbecken                    | Holz, 19. Jahrhundert | in der Kirche St-Nicolas (Lage) | PM25002406    | Inscrit      | 1979  |      |
| Kruzifix                      | Holz, farbig gefasst, 18. Jahrhundert | in der Kirche St-Nicolas (Lage) | PM25002407    | Inscrit      | 1979  |      |
| Skulptur Madonna mit Kind     | Holz, farbig gefasst und vergoldet, 18. Jahrhundert | in der Kirche St-Nicolas (Lage) | PM25002408    | Inscrit      | 1979  |      |
| Glocke                        | Bronze, 1694 gegossen | in der Kirche St-Nicolas (Lage) | PM25001351    | Classé       | 1942  |      |